# ماركو ميسياجنا
ماركو ميسياجنا من مواليد 5 فبراير 1984 عازف كمان إيطالي.

## روابط خارجية
1. موقع رسمي